# Alloggi per dipendenti governativi di via Crispi

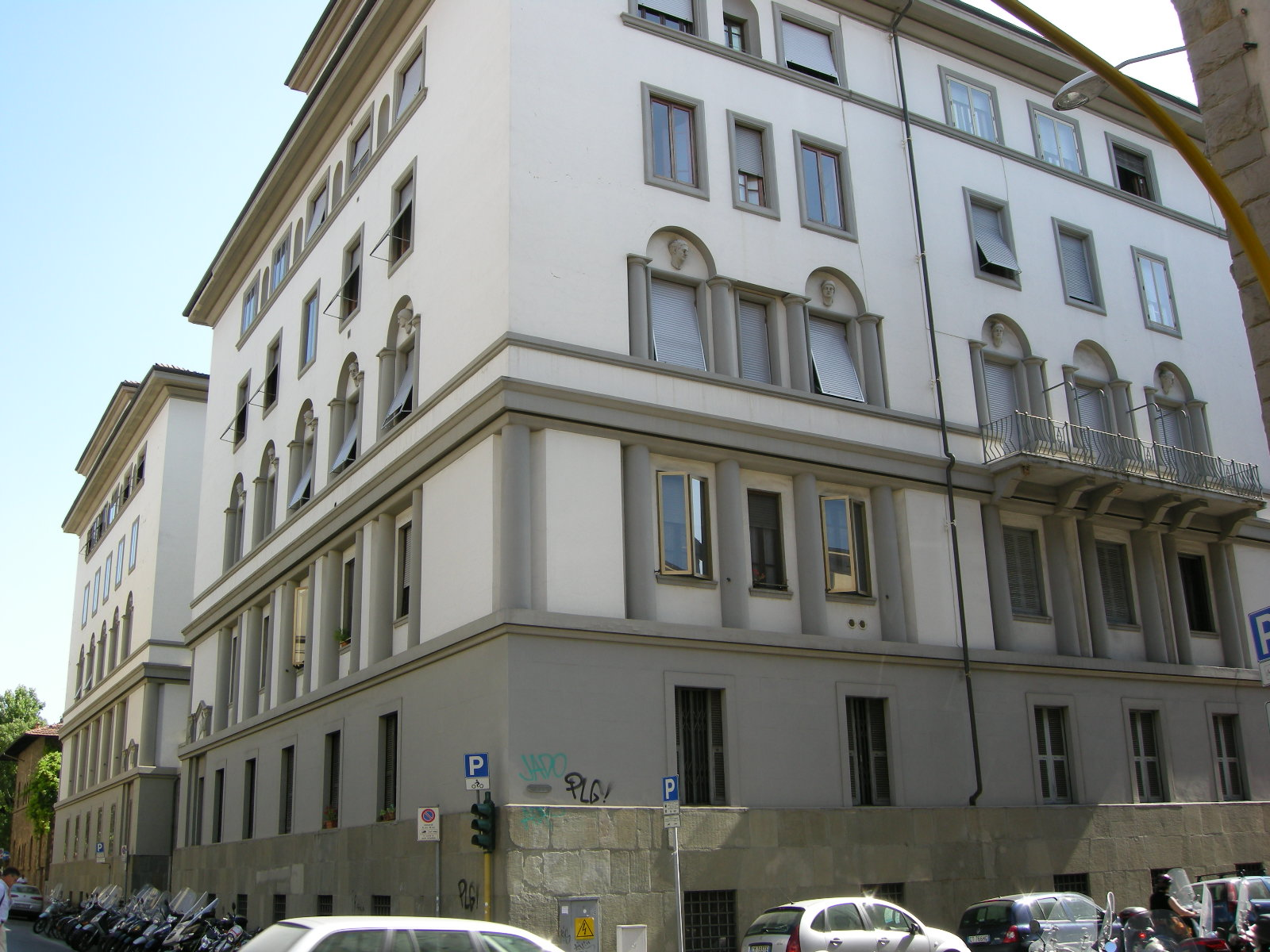
Alloggi per dipendenti governativi di via Crispi

Il complesso di alloggi per dipendenti governativi di via Francesco Crispi 7, angolo via Puccinotti, si trova a Firenze ed è un interessante esempio di architettura dell'epoca fascista.

## Storia
L'area del blocco di abitazioni in oggetto, delimitata a nord dalla linea ferroviaria ed a sud dal torrente Mugnone, fu oggetto, a cominciare dalla prima metà dell'Ottocento, di piani di espansione a opera di vari comitati, cooperative e istituti che provvedevano a fornire alloggi alla collettività occupandosi del reperimento del terreno edificabile, fino alla loro successiva costruzione. In questo panorama edilizio il blocco dell'INCIS (Istituto nazionale case impiegati dello stato) si distingue per dimensioni e qualità, sia nella distribuzione planimetrica che nel linguaggio architettonico, diverse rispetto agli altri edifici circostanti.
Il complesso di alloggi venne costruito per le famiglie di dipendenti governativi che rivestivano alte cariche politiche. Progettato nel 1929 dall'ufficio tecnico dell'INCIS con sede a Roma, fu propagandato sulla stampa cittadina coeva come intervento di 55 alloggi per un importo dei lavori che superava i tre milioni di lire.

## Architettura

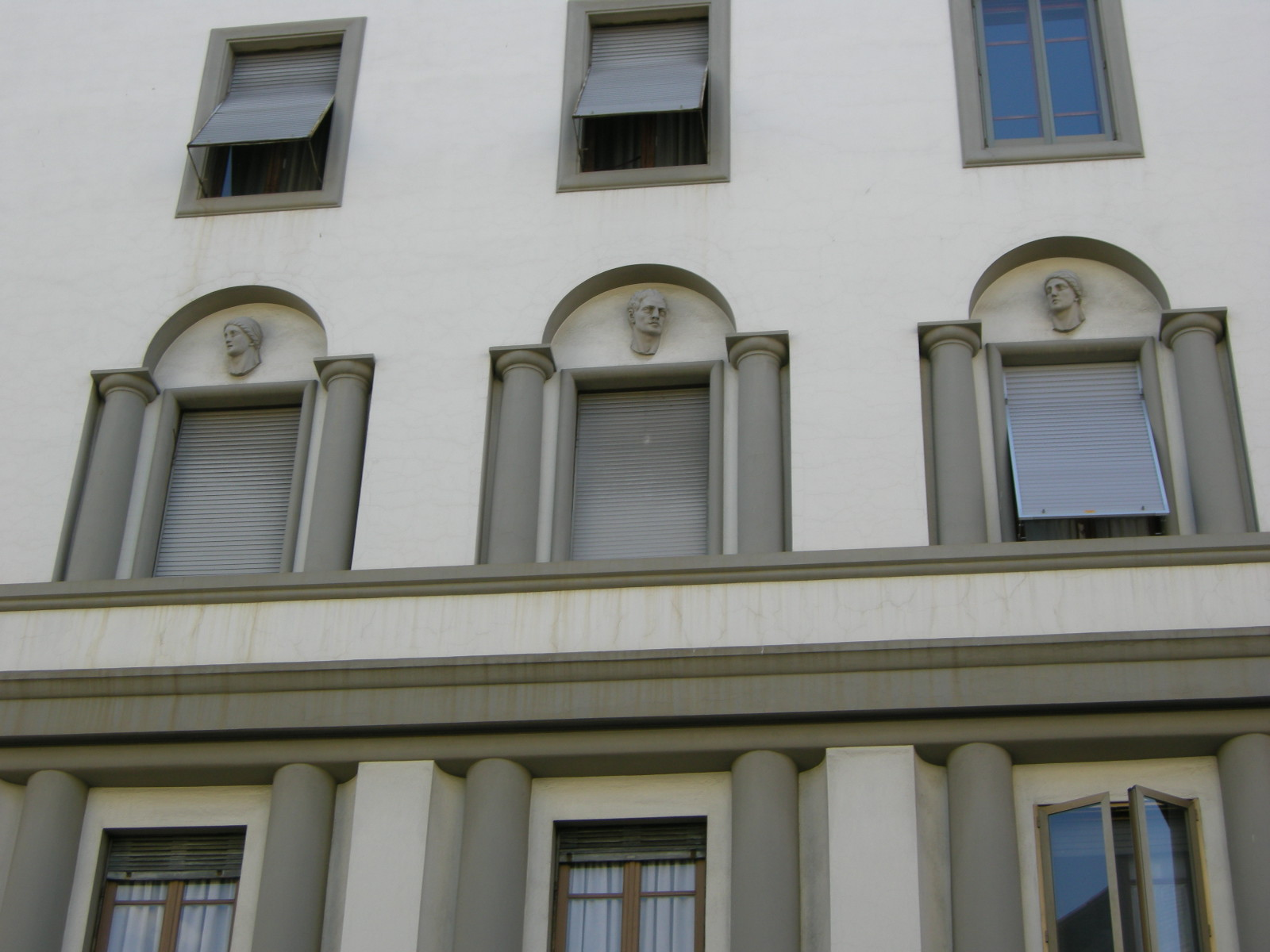
Ordine architettonico del primo piano, con teste decorative

La costruzione occupa la parte centrale del lotto disponibile creando due distacchi laterali verso l'interno dell'area in modo da garantire una discreta illuminazione e aerazione sui quattro lati del blocco, venendo a costituire un isolato a sé stante. Il complesso si impone per una concezione unitaria del progetto articolato su due blocchi angolari a "C" che raggiungono i 5 piani più un piano attico; questi blocchi sono poi collegati sul fronte verso la strada e sull'interno da una piastra di abitazioni formata da due piani che come un basamento raccordano tutto l'isolato.
Sul fronte verso via Crispi è situato un ampio ingresso dal quale si accede, tramite un passaggio coperto che accoglie la portineria, a una corte interna. Da questo spazio condominiale di relazione si raggiungono agli angoli i quattro vani scala che servono le abitazioni e in posizione centrale l'alloggio del custode. Le semplici facciate a balconi che prospettano sulla corte interna sono qualificate dalle quattro pensiline in ferro e vetro colorato che riparano le scalette d'invito agli ingressi principali.
Lo schema planimetrico degli appartamenti presenta gli ambienti principali affacciati sui fronti esterni, siano essi sulla strada o sui distacchi laterali, mentre le scale, i vani accessori e i servizi prospettano sulla corte interna.
Il blocco si inserisce nel contesto urbano del quartiere mantenendo un'estraneità di caratteri rispetto all'edilizia circostante, alludendo con evidenza a un diverso status sociale rispetto agli edifici cooperativi o a quelli da affitto dei paraggi. Ciò si esprime nell'uso di una notevole quantità di elementi pseudo strutturali e decorativi che vanno dai colonnati di supporto delle architravature delle finestre fino agli incavi per le decorazioni scultoree e alle trabeazioni e cornici con dimensioni e caratteristiche così accentuate da costituire un esempio isolato nel panorama dell'edilizia fiorentina del periodo.

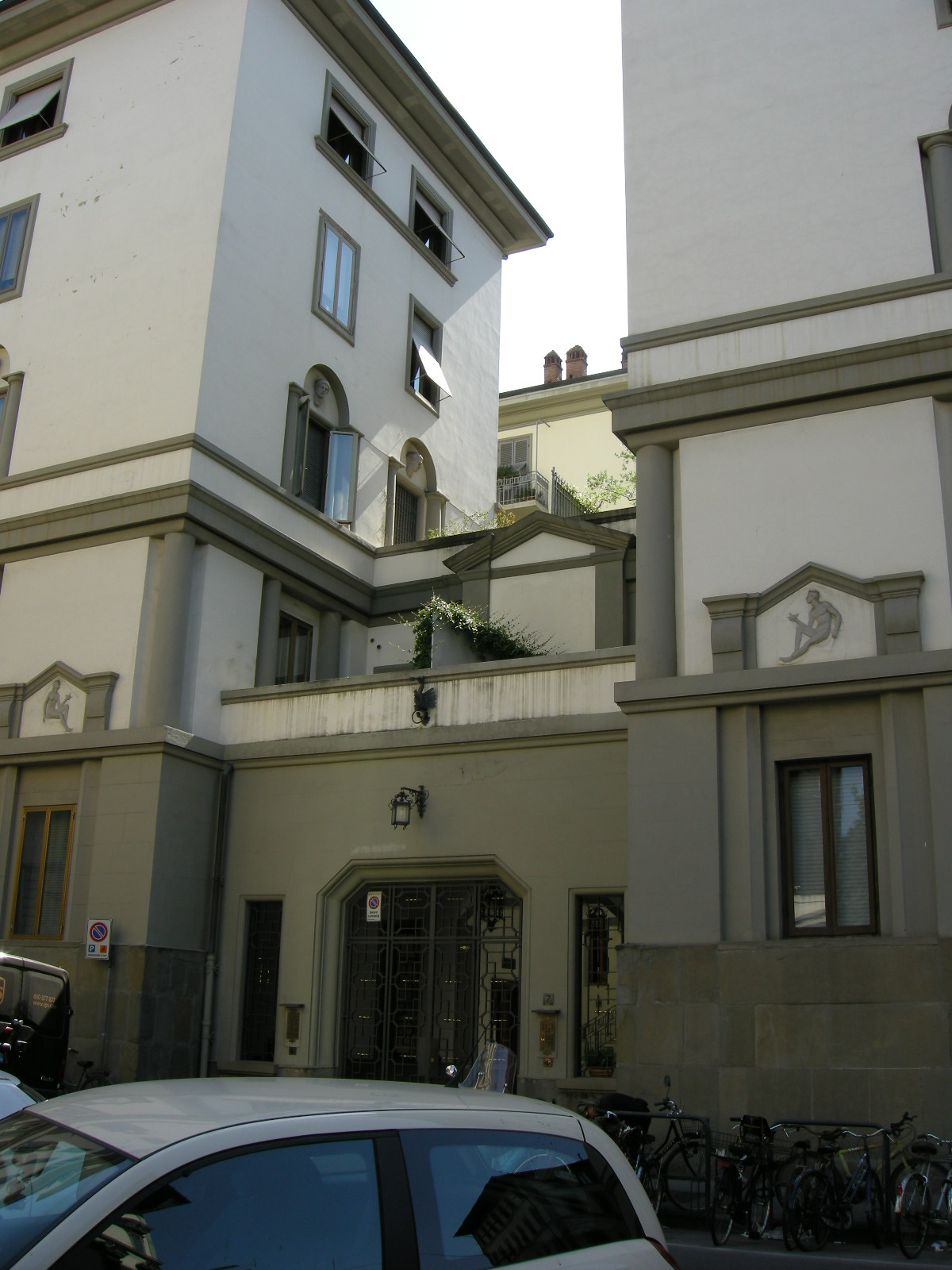
L'ingresso

Probabilmente le teste a tutto tondo che emergono dalle lunette sopra le finestre del secondo piano sono dovute all'intervento nel 1932 di Alessandro Giuntoli, all'epoca ingegnere capo dell'Ufficio edilizia del comune di Firenze.